# Lucio di Coira
.
San Lucio di Coira (in latino Lucius Curiensis, in tedesco Luzi o Luzius; V secolo – Coira, VI secolo) è stato un vescovo e martire svizzero, vissuto probabilmente tra il V e il VI secolo (secondo alcuni sarebbe invece vissuto intorno al II secolo), è attestato per la prima volta in epoca carolingia.
Secondo una leggenda, Lucio di Coira sarebbe stato un re di Britannia conosciuto con il nome di Lucio di Britannia.

## Biografia
Secondo la Vita leggendaria, Lucio sarebbe giunto in Rezia dalla natia Inghilterra intorno al II secolo. In Rezia, dove fu prima apostolo e poi vescovo, subì il martirio intorno all'anno 200, per volontà di un governatore pagano. Secondo altri, Lucio sarebbe vissuto intorno al V secolo, e dopo una violenta lite con alcuni abitanti di Balzers per motivi legati alla sua predicazione, Lucio fu gettato in un pozzo sul Sankt Luzisteig. Salvato in extremis da alcuni convertiti al Cristianesimo, fu portato nella città di Coira, ormai cristianizzata, dove morì e venne sepolto. A Coira nacque la leggenda che lo identificava con un re di Britannia conosciuto con il nome di Lucio di Britannia.
Sin dai tempi antichi si è creduto che il santo fosse morto il 3 dicembre. Le sue spoglie furono sepolte nella cripta della chiesa di San Lucio a Coira, la capitale del Cantone dei Grigioni, la più antica città della Svizzera. Sulla sua tomba fu presto edificato un monastero intestato a suo nome. La cripta con reliquiario di epoca merovingia si è conservata pressoché intatta fino ai giorni nostri.

## Culto
Nel Martirologio Romano la festa di San Lucio di Coira viene celebrata il 3 dicembre. San Lucio di Coira è inoltre il santo patrono del Liechtenstein e dal X secolo patrono della diocesi di Coira.